# Et l'homme créa les dieux
Et l'homme créa les dieux : Comment expliquer la religion est un essai de l'anthropologue Pascal Boyer qui traite des origines des concepts religieux au moyen de l'approche évolutionniste. À travers l'examen des systèmes d'inférence – comment ils fonctionnent et comment ils ont été formés par l'évolution –, Boyer explique comment les êtres humains ont leurs concepts religieux, et pourquoi ces derniers ont été si couronnés de succès sur le plan culturel. Boyer tire ses arguments et ses preuves de plusieurs disciplines, telles que l'anthropologie, les sciences cognitives, la linguistique et la biologie évolutionniste. Il en ressort qu'une explication naturaliste de la religion est possible ; de plus, cette approche est nécessaire pour réaliser des progrès dans l'étude des religions.

## Sommaire
Ce livre a été publié en français aux éditions Robert Laffont puis au format livre de poche par Gallimard. L'édition de Folio comporte 480 pages (sans les notes et index) et est structurée en neuf chapitres :  
1. La question des origines
2. À quoi ressemble le surnaturel ?
3. Machines à pensées
4. Pourquoi des dieux et des esprits ?
5. La religion, la morale et le malheur
6. La religion, les morts, la mort
7. Pourquoi des rituels ?
8. Doctrines, exclusion, violence
9. Pourquoi croit-on ?

## Adaptation
L'ouvrage a été adapté en bande dessinée par Joseph Béhé :
- Béhé (Adaptation, scénario, dessin) et Pascal Boyer (d'après l'œuvre de), Et l’homme créa les dieux, Futuropolis, 13 janvier 2021, 368 p. (ISBN 9782754809368, présentation en ligne)

## Sources
- P. Boyer, Et l'homme créa les dieux : Comment expliquer la religion, Robert Laffont, Paris, 2001  (ISBN 2221090462)